# Comando di emergenza

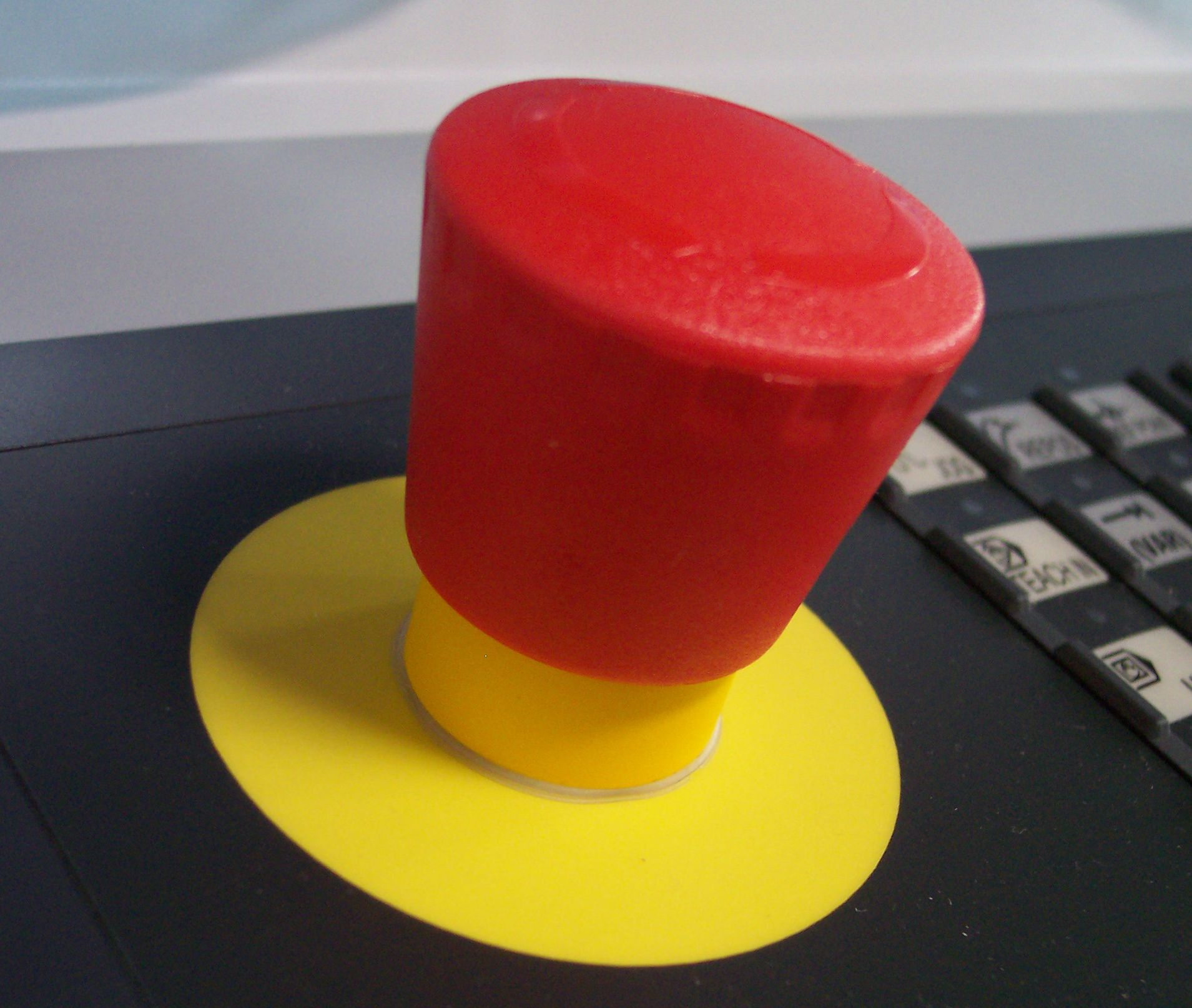
Esempio di comando di emergenza con pulsante "a fungo"

Cartello per indicare la posizione di un pulsante di arresto di emergenza secondo la norma ISO 7010

Un comando di emergenza è un particolare dispositivo di sicurezza che è destinato ad essere azionato manualmente in caso di emergenza, ad esempio in caso di imprevisti che mettono in pericolo l'incolumità delle persone, come incidenti sul lavoro, malori improvvisi, incendi, calamità naturali, ecc.
Come conseguenza del suo azionamento (ad esempio tramite la pressione di un pulsante di emergenza), è attivato un apposito meccanismo che svolge immediatamente una o più azioni predeterminate per contrastare l'emergenza; in particolare è tolta l'alimentazione elettrica a tutte le parti di un impianto che non sono necessarie o che sono pericolose, mantenendo allo stesso tempo l'alimentazione per le parti dell'impianto che sono necessarie per la gestione dell'emergenza.
Nel caso in cui il comando di emergenza abbia lo scopo di bloccare i movimenti pericolosi di un macchinario (ad esempio macchine utensili, nastri trasportatori, scale mobili, ecc.), si parla più propriamente di "arresto di emergenza", che è quindi un particolare tipo di comando di emergenza.

## Descrizione e tipi
Esistono diversi tipi di comandi di emergenza:
1. arresto di emergenza: arresto di un processo o movimento divenuto pericoloso[2][3][4]
2. avviamento di emergenza: avvio di un processo o movimento volti a rimuovere o evitare una situazione pericolosa[2][3]
3. interruzione di emergenza: interruzione dell'alimentazione elettrica di una macchina o di un impianto che presenta un rischio elettrico[2][3][4]
4. inserzione di emergenza: inserimento dell'alimentazione elettrica di una macchina o di un impianto destinati a essere usati in situazioni di emergenza.[2][3]

Oltre ai comandi emergenza con interruttore a pulsante, altri tipi di comandi di emergenza sono:
- pulsante di emergenza a rottura di vetro[5]
- comando tramite maniglia[6][3]
- comando tramite cavi, funi o barre[6][3]
- comando tramite pedali senza protezione meccanica,[3][2] che la norma ISO 13850 indica di usare solo quando le altre soluzioni non siano applicabili.[6]

Secondo la norma CEI EN 60204-1, si può utilizzare un pulsante di emergenza a rottura di vetro per i dispositivi di interruzione di emergenza allo scopo di evitare confusione con i dispositivi di arresto di emergenza.

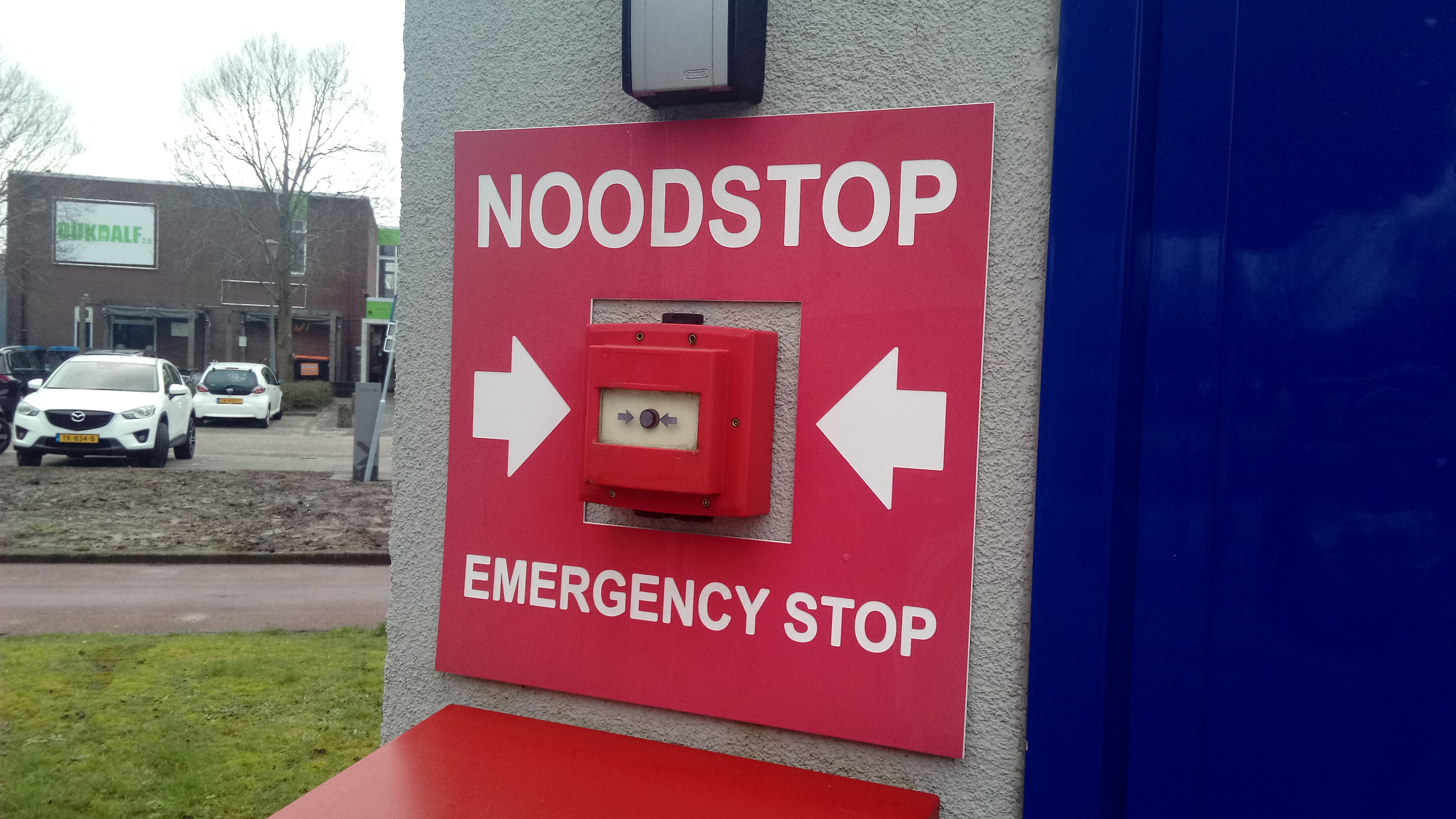
Pulsante di emergenza a rottura di vetro
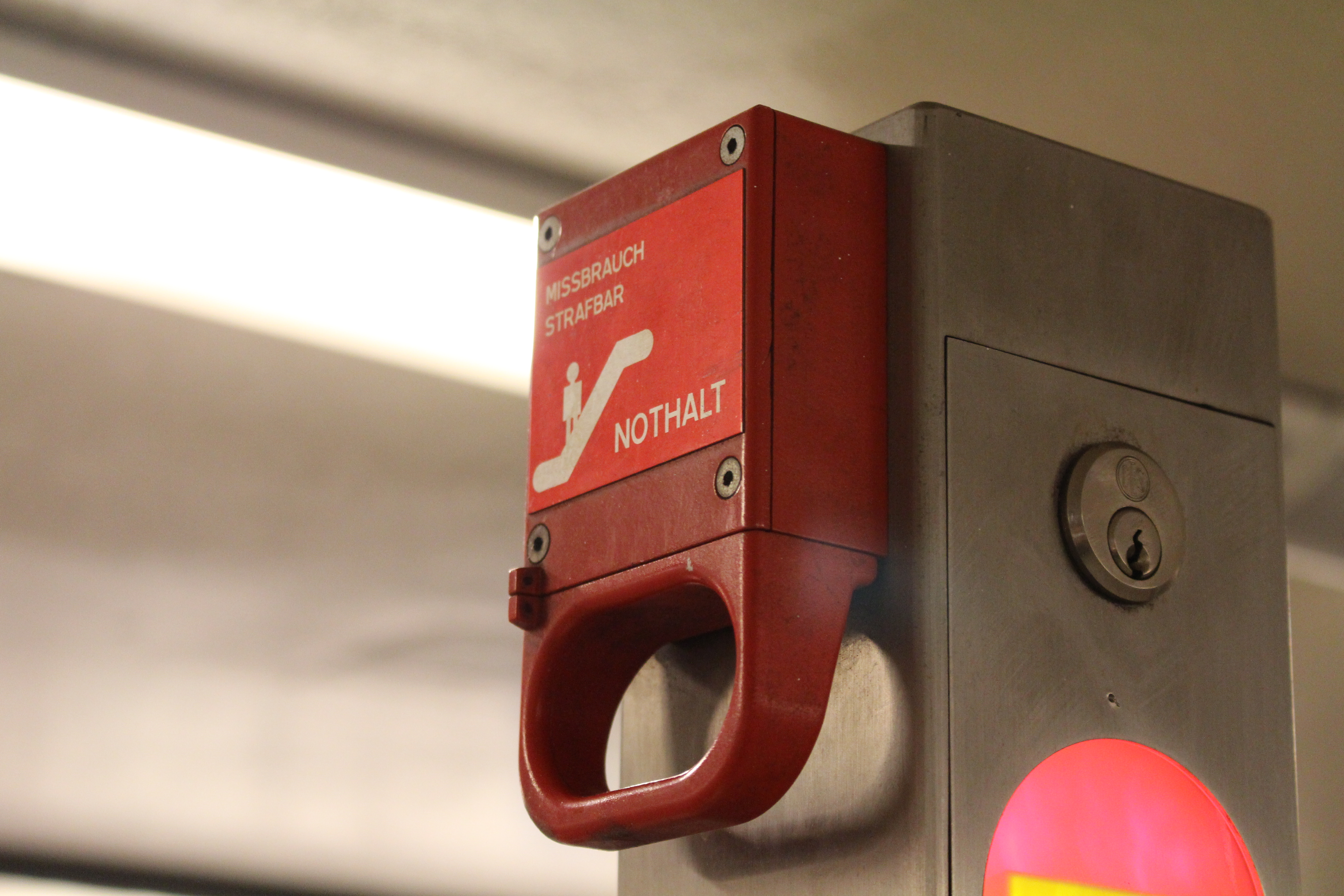
Maniglia di un freno di emergenza di una scala mobile
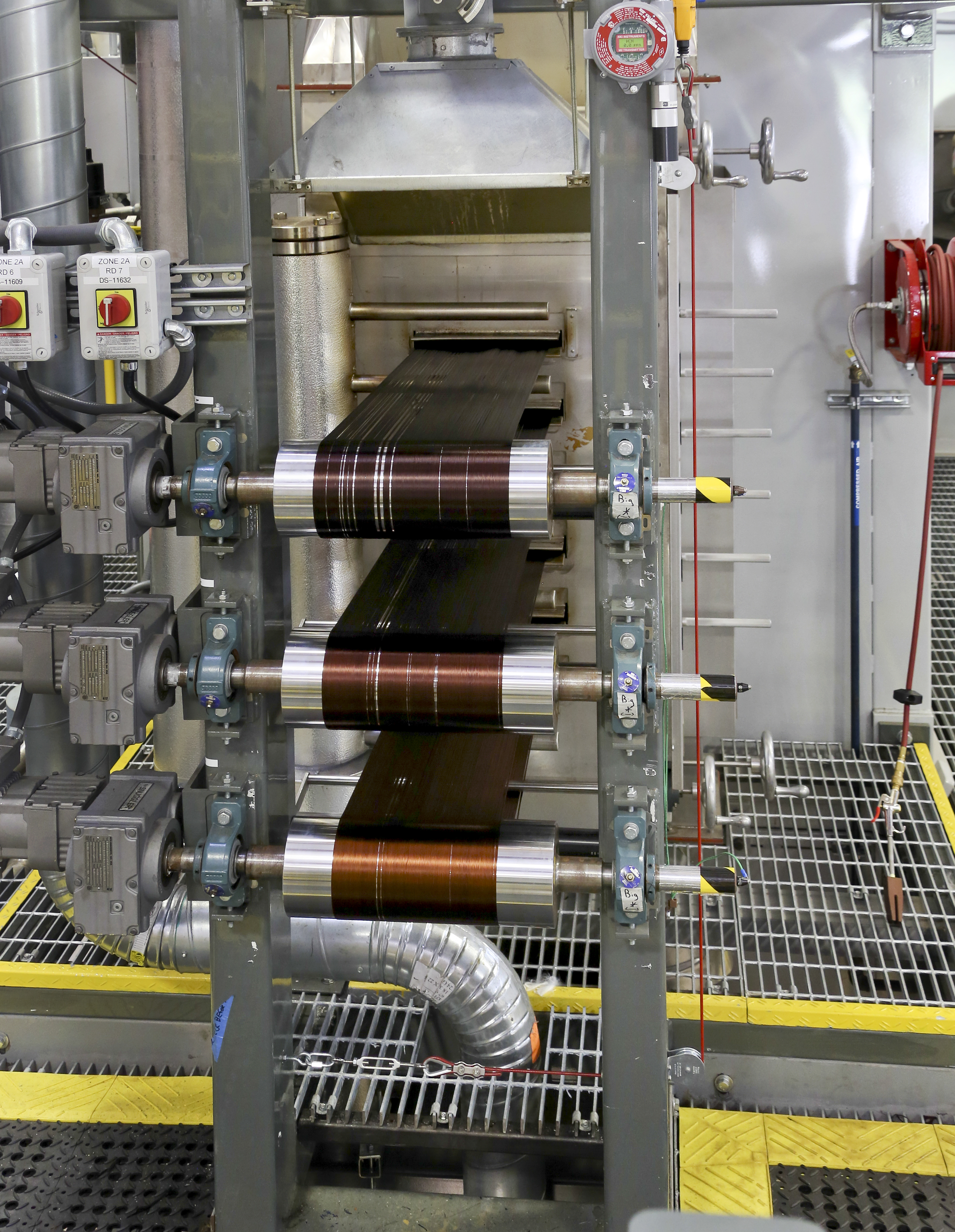
Comando di emergenza azionato da fune (rossa, sulla destra)

### Arresto di emergenza

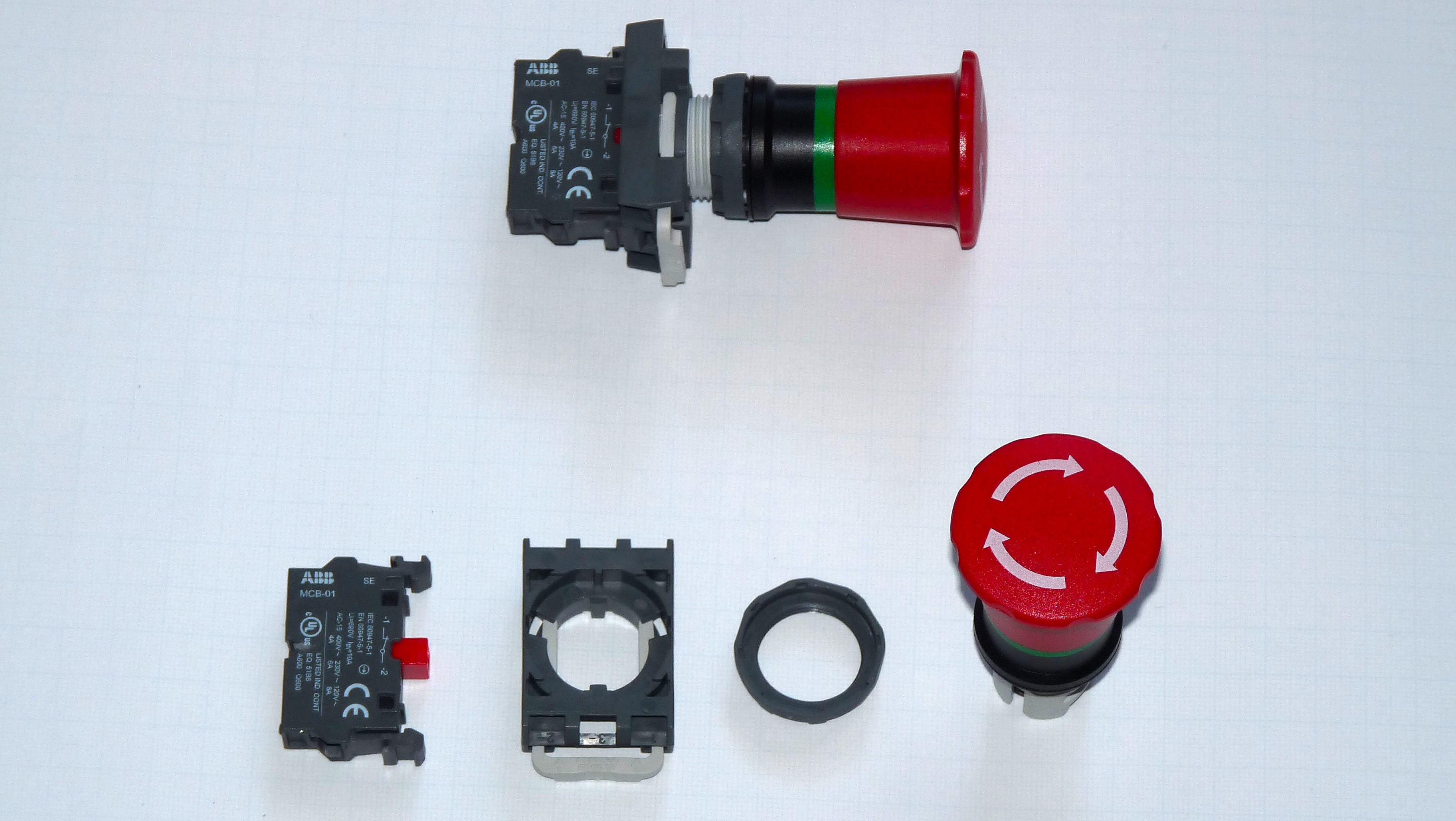
Comando di emergenza a fungo, diviso nei suoi componenti principali

Le principali parti di un pulsante di arresto di emergenza sono:
- organo di azionamento (ovvero il "pulsante" propriamente detto)
- etichetta di identificazione
- meccanismo di blocco
- contatti con apertura positiva

Simbolo di arresto di emergenza secondo lo standard IEC 60417-5638

In base alle indicazioni fornite dagli standard internazionali IEC 60204-1 e ISO 13850, gli attuatori di arresto di emergenza e di interruzione di emergenza devono essere di colore rosso, mentre lo sfondo, quando presente, dovrebbe essere preferibilmente di colore giallo. Tale combinazione di colori deve essere usata solo per i comandi di emergenza.
Secondo la norma ISO 13850, i dispositivi di arresto di emergenza non dovrebbero riportare nessuna etichetta con testi o simboli, tranne, quando necessario per chiarire la funzione del pulsante, il relativo pittogramma definito dallo standard internazionale IEC 60417-5638, che raffigura un punto esclamativo racchiuso in un triangolo rovesciato inscritto in un cerchio. Quando necessario, sempre secondo le norme ISO 13850 e IEC 60947-5-5, possono inoltre essere presenti delle frecce, dello stesso colore o quasi dell'attuatore (ovvero rosso), per indicare la direzione di sblocco. Prima del 2016 tali frecce potevano invece essere di colore bianco.
Per garantire un'adeguata protezione nei confronti dell'acqua e della polvere, i pulsanti di emergenza sono progettati con un elevato grado di protezione IP, generalmente IP54 (protetto contro la polvere e da spruzzi), oppure, per una maggiore protezione dall'acqua, IP65 (a tenuta di polvere e protetto da getti d'acqua) e IP67 (a tenuta di polvere e protetto da immersione temporanea).

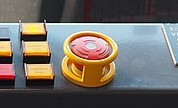
Pulsante di emergenza con colletto di protezione su un pannello di controllo di un tram

Generalmente l'uso di pulsanti di emergenza con colletto di protezione va evitato in quanto può rendere più difficoltoso l'azionamento del comando, ma è necessario nei casi in cui il comando di emergenza non può essere posizionato in modo da evitarne l'azionamento accidentale. Anche quando sia presente un colletto di protezione, il pulsante deve comunque essere progettato in modo da potere essere premuto con il palmo della mano o con il pugno (ad esempio un pulsante con testa "a fungo") da ogni posizione prevedibile.
Esistono anche pulsanti di emergenza luminosi: la luce del pulsante permette di renderli più visibili e di verificare visivamente quali pulsanti di emergenza sono attivi (luce accesa) o non attivi (luce spenta).

## Funzionamento
Il comando di emergenza può agire attraverso un comando diretto sul circuito di potenza oppure attraverso un dispositivo che agisce sul circuito di comando. Nell'ultimo caso si può utilizzare un interruttore con bobina di sgancio "di minima tensione", azionato da pulsante con contatto in apertura (normalmente chiuso) oppure un interruttore con bobina di sgancio "a lancio di corrente", azionato da pulsante con contatto in chiusura (normalmente aperto).
Il controllo di un dispositivo di arresto di emergenza può avvenire attraverso relè di sicurezza, controlli di sicurezza o un controllore programmabile con memoria esente da errori.
La norma IEC 60204-1 distingue i dispositivi di arresto di emergenza in due categorie di arresto (richiamate anche dalla norma ISO 13850):
- categoria 0: arresto non controllato; azionando l'attuatore, la macchina è arrestata immediatamente rimuovendo l'alimentazione elettrica[13]
- categoria 1: arresto controllato; azionando l'attuatore, l'arresto avviene in maniera "controllata", cioè la disconnessione dell'alimentazione elettrica è preceduta da un controllo dei movimenti della macchina per evitare che il semplice blocco immediato possa costituire un pericolo. Ad esempio, l'arresto controllato di un nastro trasportatore può avvenire diminuendo gradualmente la velocità per diminuire il rischio di proiezione di piccoli oggetti oppure facendo intervenire un freno elettrico o meccanico per potere frenare efficacemente il nastro trasportatore nel caso trasporti dei carichi che abbiamo un'elevata inerzia, che altrimenti trascinerebbero in avanti il nastro.[13]

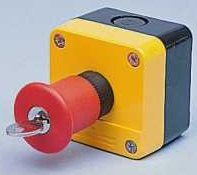
Pulsante di emergenza con sblocco con chiave

Per azionare un pulsante di arresto di emergenza è sufficiente premerlo: in questo modo si ha una risposta immediata all'emergenza. Il rilascio del pulsante (o "riarmo"), che si svolge solo quando l'emergenza è cessata, è invece un'operazione meno immediata, proprio per evitare che il pulsante sia rilasciato inavvertitamente e quindi ricompaia il pericolo per cui era stata arrestata la macchina o l'impianto. I pulsanti di arresto di emergenza (o "attuatore") possono avere diversi tipi di rilascio:
- Rilascio a trazione: l'attuatore viene rilasciato tirando indietro l'attuatore.[9]
- Rilascio a rotazione: l'attuatore viene rilasciato ruotando l'attuatore.[9]
- Sblocco con chiave: l'attuatore viene rilasciato solo con una chiave.[9]

La norma ISO 13850 sconsiglia di usare lo sblocco con chiave, quando possibile.
Il riarmo del pulsante di arresto di emergenza non deve riavviare in automatico la macchina. Il riavvio della macchina dovrà quindi essere svolto dopo il riarmo, dopo avere verificato che la situazione di emergenza sia cessata e non ci siano altri pericoli.
La norma CEI EN 60204-1 prevede anche l'utilizzo di dispositivo di sezionamento dell'alimentazione (sezionatore di potenza) come dispositivo di arresto di emergenza di categoria 0, purché siano soddisfatti determinati requisiti, tra cui l'utilizzo dei colori rosso per l'attuatore e giallo per lo sfondo.

## Applicazioni
I comandi di emergenza trovano applicazione anzitutto come misure di sicurezza obbligatorie (ma non sufficienti) di macchinari e impianti industriali. Nell'Unione Europea, tale obbligo è stabilito dal Regolamento macchine (che abroga la Direttiva macchine a decorrere dal 14 gennaio 2027).
Un particolare comando di emergenza è il cosiddetto "pulsante di sgancio", che ha il compito di sganciare l'alimentazione elettrica di un impianto elettrico, anzitutto in caso di incendio. La cartellonistica usata per il pulsante di sgancio è generalmente di colore bianco su sfondo rosso, ad indicare che si tratta di una misura di sicurezza antincendio.
I pulsanti di emergenza sono installati per la sicurezza delle persone anche in altri macchinari e impianti fuori dall'ambito industriale, ad esempio nelle scale mobili e negli impianti di autolavaggio.
Nell'ambito dei trasporti, un esempio di comando di emergenza è il freno di emergenza, spesso azionato da una maniglia, che si trova a bordo dei treni.

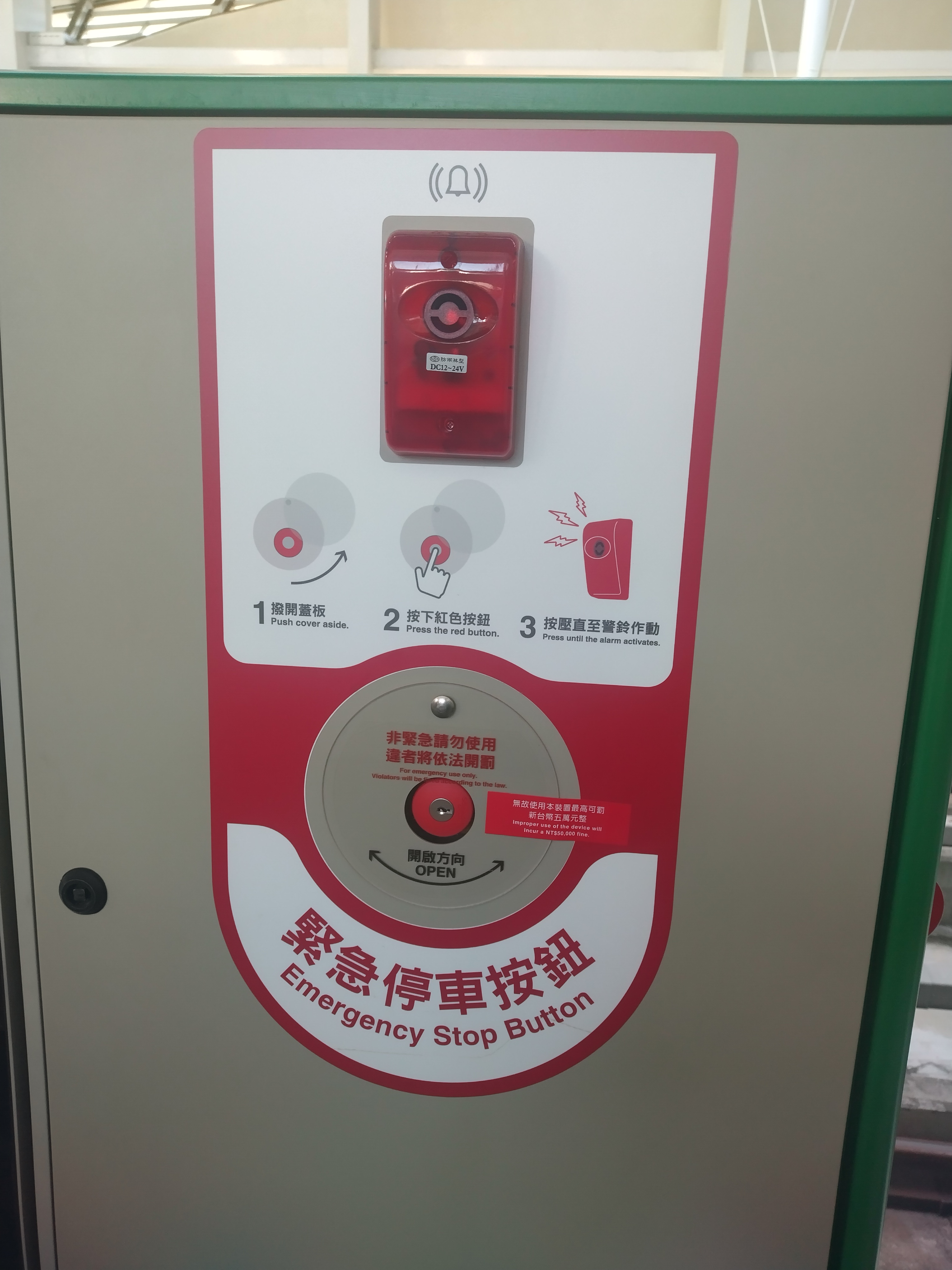
Pulsante di emergenza nella stazione metropolitana di Taichung, in Taiwan
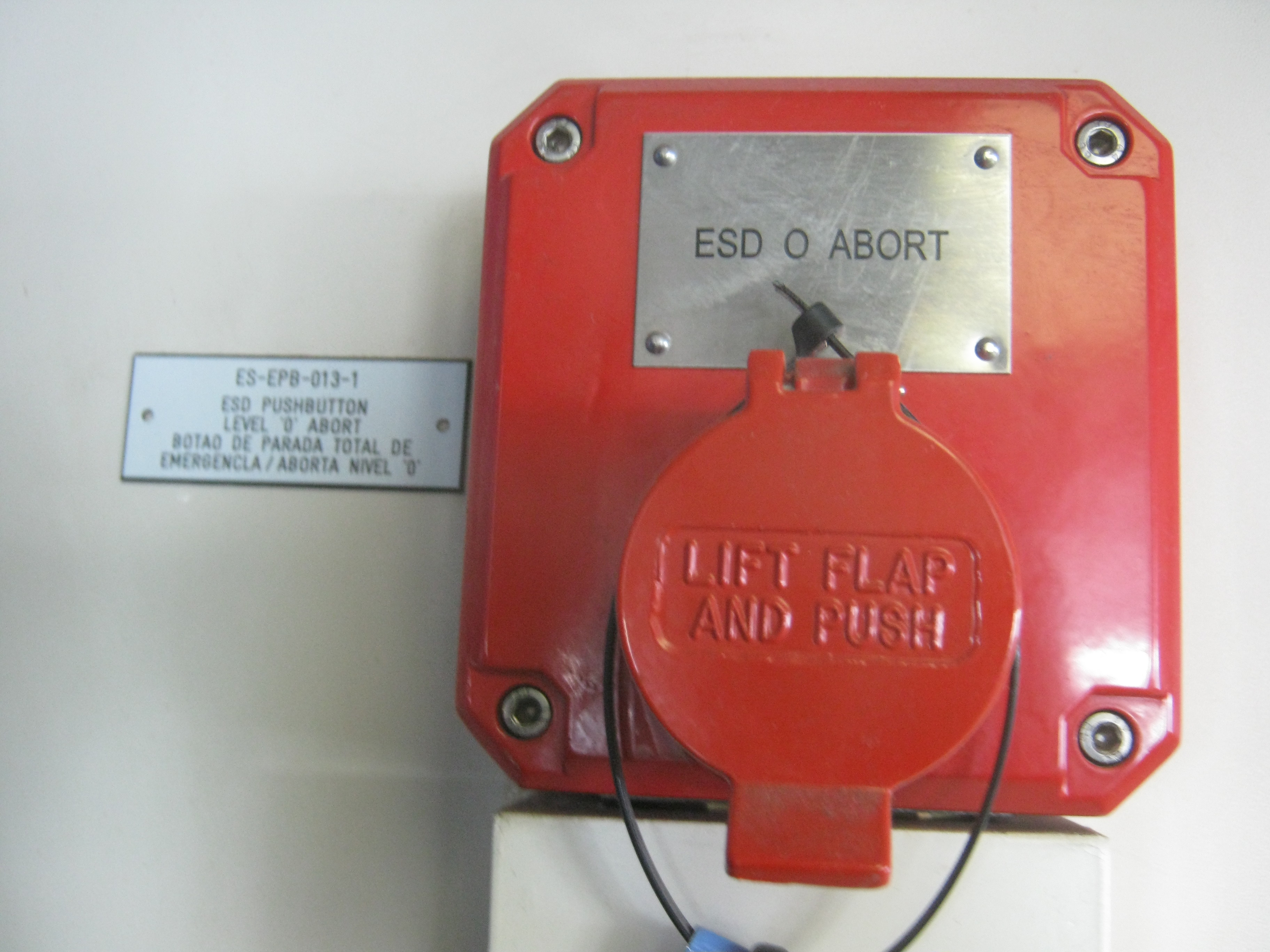
Sistema di spegnimento di emergenza (ESD) per spegnere tutti i sistemi elettrici in caso di abbandono di una nave

## Normativa e standard
Le principali norme tecniche sui comandi di emergenza sono:
- ISO 13850 Safety of machinery - Emergency stop function - Principles for design,[17] recepita nell'Unione Europea dalla norma EN ISO 13850 Safety of machinery - Emergency stop function - Principles for design[18] e in Italia dalla norma  UNI EN ISO 13850 Sicurezza del macchinario - Funzione di arresto di emergenza - Principi di progettazione.[6] Nel 2006 la norma ISO 13850 ha sostituito la vecchia norma EN 418 Safety of machinery - Emergency stop equipment, functional aspects - Principles for design, che è stata quindi ritirata.[19]
- IEC 60204-1 Safety of machinery - Electrical equipment of machines - Part 1: General requirements,[12] corrispondente alla norma italiana CEI EN 60204-1 Sicurezza del macchinario - Equipaggiamento elettrico delle macchine Parte 1: Regole generali[2]
- IEC 60947-5-5 Low-voltage switchgear and controlgear - Part 5-5: Control circuitdevices and switching elements - Electrical emergency stop device with mechanical latching function.[20] Secondo tale standard, i dispositivi di arresto di emergenza con blocco meccanico devono essere sottoposti a diverse prove, che includono prove di durabilità operativa, robustezza, esposizione a condizioni microclimatiche avverse (caldo, freddo, umidità, ambiente salino), prova d'urto, prova di vibrazione, apertura contatti, chiusura forzata, prova di ripristino, prova di impatto e prova funzionale.[21]
- NFPA 79 Electrical Standard for Industrial Machinery.[22]

La norma EN 115-2 Safety of escalators and moving walks - Part 2: Rules for the improvement of safety of existing escalators and moving walks, recepita in Italia dalla norma UNI EN 115-2 Sicurezza delle scale mobili e dei marciapiedi mobili - Parte 2: Regole per il miglioramento della sicurezza scale mobili e dei marciapiedi mobili esistenti, indica l'obbligo di installare un dispositivo di arresto di emergenza nelle scale mobili e nei marciapiedi mobili.
Nell'Unione Europea, i dispositivi di arresto di emergenza sono resi obbligatori per la maggior parte delle macchine dal Regolamento macchine, che abroga la Direttiva macchine a decorrere dal 14 gennaio 2027. Il Regolamento macchine prescrive inoltre vari requisiti per i dispositivi di arresto di emergenza, come ad esempio essere posizionati fuori dalle zone pericolose delle macchine, essere abbastanza robusti da potere resistere alle sollecitazioni prevedibili e mantenere la funzione di arresto della macchina fino allo sblocco del comando di emergenza.